# Mycteroperca cidi
Mycteroperca cidi är en fiskart som beskrevs av Cervigón, 1966. Mycteroperca cidi ingår i släktet Mycteroperca och familjen havsabborrfiskar. IUCN kategoriserar arten globalt som otillräckligt studerad. Inga underarter finns listade i Catalogue of Life.